# Straat Comer
De Straat Comer is een smalle Arctische zeestraat in Nunavut in Canada. De zeestraat ligt ten noorden van Southamptoneiland ten oosten van het noordoostelijke puntje van het eiland. Aan de overzijde van de zeestraat ligt het eiland Qikiqtaaluk. Het vormt ook de westelijke ingang van de Duke of York Bay. Ten noorden van de zeestraat ligt de Repulse Bay.
De Straat Comer is vernoemd naar de Amerikaanse walviskapitein George Comer.

## Flora en fauna
De zeestraat ligt in de mariene ecoregio Hudson Complex.